# John Blacking
John Anthony Randoll Blacking est un ethnomusicologue et socio-anthropologue britannique, né le 22 octobre 1928 à Guildford (Angleterre) et mort le 24 janvier 1990 à Belfast (Irlande du Nord).
Il étudie à la Salisbury Cathedral School à Salisbury, et au King's College de Cambridge où il est l'élève de l'anthropologue Meyer Fortes. Après avoir servi dans l'armée britannique  en Malaisie, il est engagé par Hugh Tracey dans l'International Library of African Music et il étudie la culture et la musique des Vendas en Afrique du Sud dans les années 1950-60, travaux pour lesquels il obtient son doctorat (Doctor of Letters) de l'Université du Witwatersrand en 1965,. Plus largement, il décrit que le côtoiement de musiques non-occidentales l'a poussé à "comprendre le lien étroit entre le corps - la structure, les mouvements et les sensations du corps - et la production sonore".
Dans le domaine de l'ethnomusicologie, il est connu pour son point de vue anthropologique précurseur de l'étude de la musique — s'opposant à la pratique inverse consistant à étudier la musique comme objet unique et hors de son contexte socioculturel multiscalaire. Pour Blacking, l'immersion dans la culture étudiée est un facteur primordial pour l'objectivité de l'étude de la musique. Il regroupe la plupart de ses idées dans son ouvrage How Musical is Men? de 1973. Il y développe sa vision de la musique comme du "son humainement organisé", argumentant que ce sont les "activités de l'Homme Créateur de musique sont de plus grand intérêt et de plus grande portée historique que les petites réussites des Occidentaux", et "qu'aucun style musical ne possède "ses propres termes". Ses termes sont ceux de sa culture et de sa société".
Le Centre Callaway de l'Université d'Australie-Occidentale conserve les archives de ses notes de terrain et enregistrements, la collection John Blacking. Il décède à Belfast à l'âge de 61 ans.